# Gerhard Schwarz (Maler)
Gerhard Schwarz (* 25. Mai 1940 in Halle/Saale) ist ein deutscher Maler und Grafiker und war Hochschullehrer.

## Leben und Werk
Schwarz absolvierte von 1954 bis 1956 eine Lehre als Maschinenschlosser. In dieser Zeit besuchte er einen volkskünstlerischen Zirkel von Werner Rataiczyk, in dem er u. a. Bernhard Michel (* 1939) und Walek Neumann kennenlernte. Von 1960 bis 1965 studierte er in Halle bei Hannes H. Wagner und Meinolf Splett an der Hochschule für industrielle Formgestaltung Halle – Burg Giebichenstein Malerei und Grafik. Von 1966 bis 1968 leistete er Grundwehrdienst bei der NVA. Danach arbeitete er, in Halle als freischaffender Künstler. Seine Arbeitsgebiete waren vor allem Malerei, Grafik und baubezogene Kunst. In seinen Bildern dominierten über Jahrzehnte hinweg Braun-, Grau- und Gelbtöne. 1973 unternahm Schwarz eine Studienreise in die UdSSR und 1976 mit Walek Neumann eine Reise in die heutige Slowakei, auf der er insbesondere Aquarelle schuf. Wie viele Künstler in der DDR erhielt er Aufträge von volkseigenen Großbetrieben und von Institutionen. U. a. war er 1975 mit weiteren Künstlern, u. a. Karl Erich Müller, an einer repräsentativen Grafikmappe für den VEB Mansfeld Kombinat „Wilhelm-Pieck“ beteiligt. Neben seiner künstlerischen Tätigkeit leitete Schwarz einen Mal- und Zeichenzirkel und war er Dozent für die Weiterbildung von Zirkelleitern. Dafür erhielt er 1981 die Medaille für Verdienste im Bildnerischen Volksschaffen.
Ab 1987 hatte Schwarz an der Burg Giebichenstein Hochschule für Kunst und Design einen Lehrauftrag für Bildnerische Grundlagen im Design. Von 1991 bis 1994 war er dort Gastprofessor und dann bis zu seinem Ausscheiden aus dem aktiven Hochschuldienst 2005 Professor für Naturstudium und Komposition. Seitdem arbeitet er wieder in Halle als freischaffender Künstler.
In der DDR war Schwarz neben weiteren Einzelausstellungen und Ausstellungsbeteiligungen u. a. 1967/1968, 1977/1978, 1982/1983 und 1987/1988 in Dresden auf der VI., VIII., IX. und X. Kunstausstellung der DDR vertreten.
Schwarz war bis 1990 Mitglied des Verbands Bildender Künstler der DDR. Er ist Gründungsmitglied der Gesellschaft zur Förderung des Schlosses Moritzburg Zeitz e.V.
Langjährige intensive Künstlerfreundschaften unterhielt Schwarz zu Fotis Zaprasis und Wolfgang Barton.
Bilder von Schwarz befinden sich u. a. im Museum der bildenden Künste Leipzig, im Kunstmuseum Moritzburg, Halle, im Museum Schloss Moritzburg, Zeitz, und in der Kunstsammlung der Leuna-Werke GmbH.

## Rezeption
„Gerhard Schwarz’ Werk vereinigt in sich die besten Traditionen der halleschen Malerschule, es gehört zum Kanon der mitteldeutschen Malerei.“
Roland Rittig (* 1944)
„Gerhard Schwarz ist ein Beobachter der Natur, ein Formfinder. Er schafft starke Abstraktionen von Linien-, Flächen- und Formkunst zu stillen Bildern von großer Farbkultur. Er verbindet Teilinformationen und Kenntnisse zu einem Ganzen. Die Natur wird durch Vernunft ergänzt und der Schöpfer muss sich dann von seinem Bild lösen. Eine andere Seite seiner Kunst ist heiter und lässt uns freundlich schmunzeln.“
Lutz Grumbach

## Werke (Auswahl)

### Tafelbilder
- Destillationsanlage (1976, Öl auf Hartfaser, 80 × 100 cm; Kunstsammlung der Leunawerke)[4]
- Maschinenteile (1976, Öl auf Hartfaser; Kunstmuseum Moritzburg)[5]
- Stillleben mit Zwingen (1978, Öl auf Leinwand; Museum der bildenden Künste Leipzig)[6]
- Buna (1978, Öl auf Leinwand; Kunstmuseum Moritzburg, Halle)[7]
- Zementwerk Karsdorf (1981/1982, Öl auf Hartfaser)[8]
- Schleuse I (1989)[9]

### Druckgrafik
- Stillleben (1965, Chromlithografie)[10]
- Chemiewerk (1966, Chromlithografie)[11]
- Ostsee (1966, Chromlithografie)[12]
- Bergmännisches (1975, Lithografie, 35 × 44 cm)[13]
- Großstadt (1980, Lithografie)[14]

### Baubezogene Werke
- o. T.; Tiermotive (1968, Wandgemälde, Lackmalerei; für einen Kindergarten in Wolfen-Nord)[15]

## Einzelausstellungen (mutmaßlich unvollständig)
- 1969: Halle/Saale, Galerie im Ersten Stock (mit Fritz Müller und Klaus Sängerlaub)
- 1998: Halle/Saale, Foyer-Galerie des Opernhauses (Malerei und Zeichnungen)
- 1973: Dessau, Anhaltische Gemäldegalerie („Junge hallesche Künstler“; mit Fritz Müller und Hans Rothe)
- 2015: Magdeburg, Forum Gestaltung („Stillleben mit Zwingen“)
- 2016: Zeitz, Museum Schloss Moritzburg („Stille Bilder“)[16]
- 2020: Halle/Saale, Kleine Galerie des Halleschen Kunstvereins (Malerei und Grafik)